# The Dream of Gerontius

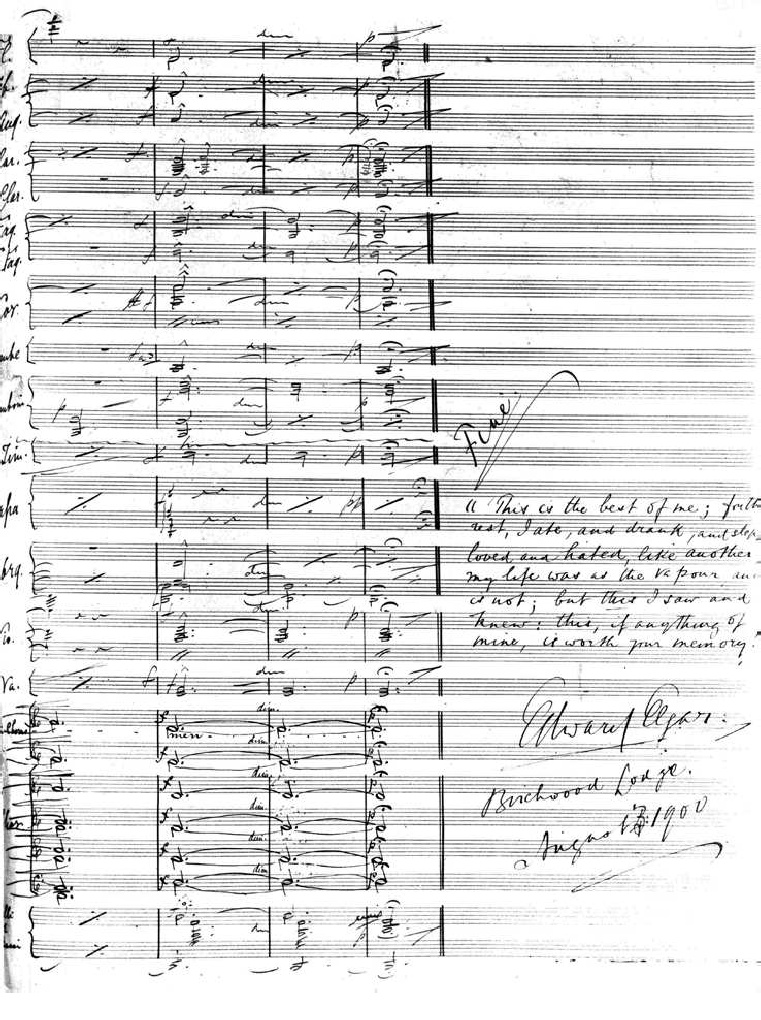
Dernière page de partition de The Dream of Gerontius

The Dream of Gerontius est un oratorio composé par Edward Elgar sur un texte adapté du poème du cardinal John Henry Newman. La première exécution eut lieu le 3 octobre 1900 lors du festival triennal de musique de Birmingham.

## Résumé du livret
L'œuvre raconte le voyage de l'âme après la mort, ou plutôt au moment de la mort.
Dans la première partie, on assiste à l'agonie du corps de Gerontius. Dans la seconde partie, son âme voyage dans un espace indéterminé ; guidée par un ange gardien, elle évite les démons affamés et arrive dans la Maison du Jugement, pour être présentée devant Dieu. Toutefois, la vue de Dieu lui est insoutenable et elle demande à être envoyée au purgatoire. L'ange lui dit « adieu mais pas pour toujours ».

## Style de l'œuvre
La musique composée par Elgar mêle héritage de la tradition chorale anglaise et le style wagnérien, notamment celui de Parsifal. Néanmoins, l'orchestration reste très personnelle, comme toujours chez Elgar. Le matériau musical rend de manière évocatrice les subtiles notions théologiques du livret : par exemple, l'utilisation des leitmotivs brouille les notions de temps et d'espace lors du « voyage » de l'âme vers Dieu.[réf. souhaitée]

## Histoire de l'œuvre
Après le fiasco de la création[réf. souhaitée], The Dream of Gerontius fut très vite reconnu comme un chef-d'œuvre d'Elgar ; la carrière de l'œuvre n'a pas connu d'interruption en Grande-Bretagne, où elle est encore jouée régulièrement.

## Création
Julius Buths est présent à Birmingham lors de la création de The Dream of Gerontius en octobre 1900. Il est très impressionné par cet oratorio et le traduit en allemand et avec l'aide d'August Jaeger le produit en Allemagne lors d'une première européenne le 19 décembre 1901 à Düsseldorf. Elgar est présent et écrit « Il a complètement retranscrit mon idée de l'œuvre : le chœur était très bien ». Buths le rejoue à Düsseldorf le 19 mai 1902 lors du Festival de musique de Basse-Rhénanie,,. 
La soliste est Muriel Foster et Elgar assiste une nouvelle fois à la représentation ; il est appelé vingt fois sur scène pour être applaudi. C'est la représentation qui a convaincu finalement Elgar qu'il a vraiment écrit une œuvre satisfaisante. Richard Strauss, le codirecteur du festival, est suffisamment impressionné par ce qu'il a entendu pour dire lors d'une réception post-concert : Je bois au succès et au bien-être du premier musicien anglais progressif, Meister Elgar. Les deux représentations de 1901 et 1902 sont complètes.

## Discographie sélective
Il existe deux séries d'extraits, d'environ 50 minutes, dirigés par Elgar lui-même : ces témoignages ont été captés en 1927, lors de concerts donnés au Royal Albert Hall et dans la cathédrale de Hereford. Ils ont été réédités en CD par EMI dans le premier volume de la série The Elgar Edition, aujourd'hui indisponible.
Les versions intégrales les plus notables : 
- Sir Malcolm Sargent (direction), 1945 : Gladys Ripley (contralto), Heddle Nash (ténor), Dennis Noble (baryton), Norman Walker (basse), Huddersfield Choral Society, Liverpool Philharmonic Orchestra / 2 CD Testament (SBT 2025)
- Sir John Barbirolli (direction), 1964 : Janet Baker (mezzo-soprano), Richard Lewis (ténor), Kim Borg (basse), Halle Choir, Sheffield Philharmonic Chorus, Ambrosian Singers, Halle Orchestra / 2 CD EMI 5735792
- Benjamin Britten (direction), 1972 : Yvonne Minton (mezzo-soprano), Peter Pears (ténor), John Shirley-Quirk (baryton), London Symphony Orchestra & Chorus / 2 CD Decca 4481702
- Sir Adrian Boult (direction), 1975 ; Helen Watts (mezzo-soprano), Nicolai Gedda (ténor), Robert Lloyd (baryton), London Philharmonic Choir, John Alldis Choir, New Philharmonia Orchestra / 2 CD EMI 7243566540
- Andrew Davis (direction), 1997 : Catherine Wyn-Rogers (mezzo-soprano), Philip Langridge (ténor), Alastair Miles (basse), BBC Symphony Orchestra & Chorus / 1 DVD Warner Music Vision 3984 223512

## Postérité
The Dream of Gerontius est encore joué régulièrement en Grande-Bretagne. L’œuvre est au centre du film Penda's Fen, d'Alan Clarke : le jeune Stephen écoute l'oratorio et le joue à l'orgue dans plusieurs scènes du film. Il en discute avec Sir Edward Elgar lorsqu'il rencontre le compositeur dans une vision.